# Вейнберг, Павел Исаевич
Па́вел Иса́евич Ве́йнберг (25 марта (6 апреля) 1846 года, Одесса — 25 июля (6 августа) 1904 года, Санкт-Петербург) — русский писатель-юморист и актёр.

## Биография
Родился в семье нотариуса, купца второй гильдии Исая Семёновича (Вольфовича) Вейнберга (1791—1865) и Розы Абрамовны Вейнберг. Родители, будучи еврейского происхождения, в 1830 году приняли православие.
Учился во 2-й одесской гимназии. Служил на железной дороге, играл в Одесском русском театре, в труппе Н. К. Милославского. С конца 1860-х годов выступал в качестве чтеца и рассказчика сцен из еврейского, русского, армянского быта. Выпустил ряд сборников сцен, анекдотов, рассказов. В 1880 был принят в труппу Александринского театра. Играл небольшие характерные роли, спустя несколько лет ушёл из театра. Гастролировал, с успехом исполняя свои сценки. С 1891 тяжелой болезнью был прикован к постели.

## Литературная деятельность
Сценки и анекдоты из своего репертуара печатал в «Развлечении» и других юмористических журналах. В 1870 выпустил отдельным изданием «Сцены из еврейского быта». Сборник, несмотря на отрицательные отзывы критики, пользовался успехом и к началу XX века выдержал восемь изданий. Выпустил «Новые сцены и анекдоты из еврейского, армянского, греческого, немецкого и русского быта» (Санкт-Петербург, 1880), «Новые рассказы и сцены» (Санкт-Петербург, 1886), «Полное собраний рассказов и сцен» (Санкт-Петербург, 1896).

## Семья
Отец актёра, драматурга и беллетриста Павла Павловича Вейнберга, брат поэта Петра Исаевича Вейнберга, дядя композитора Якова Владимировича Вейнберга и физика Бориса Петровича Вейнберга.
Брат П. И. Вейнберга — адвокат, коллежский секретарь Яков Исаевич Вейнберг, был женат на сестре композитора Антона Григорьевича Рубинштейна Любови Григорьевне Вейнберг; их дочь — Надежда Яковлевна Шведова (1852—1892), детский писатель и педагог, была замужем за физиком и ректором Новороссийского университета Ф. Н. Шведовым.
Ещё один брат — Семён Исаевич Вейнберг (1835—?) — был маякским купцом третьей гильдии (впоследствии разорившимся), его внук — поэт Георгий Адамович. Сестра, Анна Исаевна Вейнберг (1827—?), в 1861 году вышла замуж за одесского городского врача Дмитрия Михайловича Левенсона (1830—1883, внуком его брата С. М. Левенсона был поэт Корней Чуковский).